# Université nationale Yang-Ming
Ne doit pas être confondu avec Université nationale Yang Ming Chiao Tung.
L'Université nationale Yang-Ming (chinois:國立陽明大學) est une université taïwanaise située à Taipei renommée pour ses études en médecine.
Fondée en 1975 en tant que Faculté de médecine Yang-Ming, l'école de haut enseignement avait pour but d'éduquer des personnels médicaux et paramédicaux. En 1994, elle a été transformée par le Ministre de l'éducation de la République de Chine (Taïwan) en université. Ainsi est-elle la première université vouée à l'éducation et la recherche biomédicales. Grâce à sa localisation à côté du centre hospitalier, elle a noué des liens importants avec l'Hôpital général des vétérans de Taipei.
Selon le palmarès 2008 des universités du monde par l'Université Jiao-tong de Shanghai, l'Université nationale Yang-Ming se trouve au 498e rang général.
L'université nationale Yang-Ming fusionne avec l'université nationale Chiao Tung le 1er février 2021, conduisant à la fondation de l'université nationale Yang Ming Chiao Tung.